# Ok Quack
Ok Quack è un personaggio Disney inventato nel 1981 da Giorgio Cavazzano su testi di Carlo Chendi , molto presente in storie degli anni ottanta-novanta. Compare per la prima volta su Topolino n. 1353 del 1º novembre nella storia Paperino e il turista spaziale.

## Il personaggio
È un alieno dotato di straordinari poteri mentali telecinetici e telepatici, che gli permettono di sollevare qualunque tipo di oggetto (anche interi palazzi) e di aprire le serrature dialogando con esse (ma ama anche discorrere con i fiori dei parchi); viaggia nello spazio a bordo di un'astronave che può diventare piccola come una moneta. E in effetti l'alieno la perde come tale: da quel momento Ok Quack passa la maggior parte del suo tempo nel deposito di Paperon de Paperoni alla ricerca della sua astronave, considerando che prima o poi tutte le monete del mondo passeranno di lì. È un papero gentile e buono, dall'inconfondibile zazzera rossa e la sciarpetta al collo, che non comprende l'uso e il valore del denaro, al pari di Eta Beta (ma a differenza di quest'ultimo, non ne è allergico).
A proposito delle iniziali Ok, non c'è spiegazione ufficiale, anche se pare che significhino proprio 'tutto bene'.
Oltre a lui, nelle sue storie, sono apparsi anche il cugino Ko Quack, criminale che delinque per passatempo, restituendo sempre al termine del furto la refurtiva ai legittimi proprietari, e la sorella Tsk Tsk Quack, ispettrice del Dipartimento del Dovere, che riporterà sul loro pianeta sia lui che il cugino.

## Storie
La lista include solamente le storie in cui appare il personaggio e non le semplici copertine.
| Nr. | Storia                                    | Volume        |
| --- | ----------------------------------------- | ------------- |
| 1   | Paperino e il turista spaziale            | Topolino 1353 |
| 2   | Zio Paperone e il satellite bomba         | Topolino 1354 |
| 3   | E quando Paperino prende una decisione... | Topolino 1373 |
| 4   | Zio Paperone e la moneta disco volante    | Topolino 1389 |
| 5   | Zio Paperone e il deposito in orbita      | Topolino 1416 |
| 6   | Zio Paperone e la piramide capovolta      | Topolino 1462 |
| 7   | OK Quack e la microavventura              | Topolino 1916 |
| 8   | Zio Paperone mecenate per forza           | Topolino 1964 |
| 9   | 60 anni insieme con Topolino              | Topolino 1984 |
| 10  | Topolino 2000                             | Topolino 2000 |
| 11  | Zio Paperone e la minaccia spaziale       | Topolino 2082 |
| 12  | La grande corsa Paperopoli-Ocopoli        | Topolino 2234 |
| 13  | Goosebusters                              | Jumbobog 293  |
| 14  | Ok Quack e l’eterno ritorno               | Topolino 3507 |